# BC Place
BC Place (BC, sigla de British Columbia) é um estádio multiesportivo, sendo o primeiro estádio fechado do Canadá e o maior estádio com teto inflável do mundo. Localizado em Vancouver, na Columbia Britânica, o estádio pertence e é administrado pela BC Pavilion Corporation, uma empresa estatal do governo da Columbia Britânica, sendo também a casa do time de futebol americano British Columbia Lions da Canadian Football League, e do Vancouver Whitecaps da MLS.
Inaugurado em 19 de junho de 1983 para a Expo 86, tem capacidade para 54.320 torcedores. Foi sede das cerimônias de abertura e de encerramento dos Jogos Olímpicos de Inverno de 2010 e da cerimônia de abertura dos Jogos Paraolímpicos de Inverno de 2010, tendo sido o primeiro estádio fechado a sediar a cerimônia de abertura dos Jogos Olímpicos de Inverno, também sediou a final da Copa do Mundo de Futebol Feminino de 2015.
De Abril de 2010 até Setembro de 2011, o estádio foi fechado para a construção de um novo teto retrátil. Foi re-aberto no dia 30 de Setembro, e teve seu primeiro evento no dia 2 de Outubro com a partida entre Vancouver Whitecaps e Portland Timbers válida pela MLS.
O estádio recebeu o Grey Cup (o Super Bowl canadense) em 1983, 1986, 1987, 1990, 1994, 1999, 2005, 2011 e 2014.
Será uma das sedes da Copa do Mundo FIFA de 2026.